# پوتیسکام

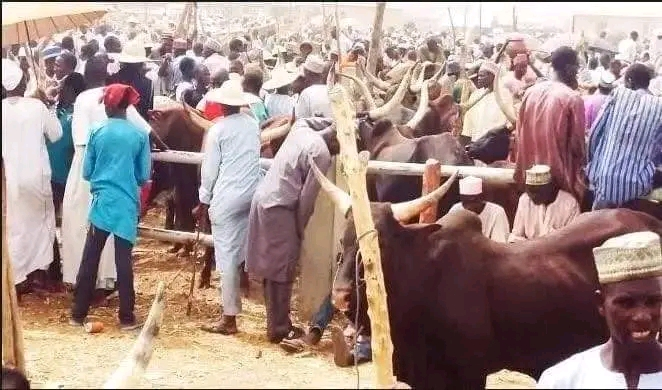
بازار گاو پوتیسکام

پوتیسکام (انگلیسی: Potiskum) یک ناحیه محلی در ایالت یوبه، نیجریه است که در بزرگراه آ ۳ و در مختصات ۱۱°۴۳′ شمالی ۱۱°۰۴′ شرقی / ۱۱٫۷۱۷°شمالی ۱۱٫۰۶۷°شرقی. قرار دارد. این منطقه دارای مساحتی به ابعاد ۵۵۹ کیلومتر مربع (۲۱۶ مایل مربع) است و جمعیت آن بر اساس سرشماری سال ۲۰۰۶ قریب به ۲۰۵٬۸۷۶ نفر بوده‌است. کد پستی منطقه ۶۳۱ است.